# 油槐街道
油槐街道，是中华人民共和国陕西省西安市临潼区下辖的一个乡镇级行政单位。

## 行政区划
油槐街道下辖以下地区：
油槐社区、油街村、石家村、南杨村、康贺村、昌寨村、北凌村、耿西村、南张村、余家村、南李村、白家村、南赵村和槐李村。